# Carl Millöcker
Carl Joseph Millöcker (ou Karl Millöcker), né le 29 avril 1842 et mort le 31 décembre 1899, est un chef d'orchestre autrichien, compositeur d'opérettes. Il est, derrière ses contemporains  Johann Strauss et Franz von Suppé, l’un des principaux compositeurs d’opérettes viennoises de cette génération, notamment par sa pièce maîtresse Der Bettelstudent. 

## Biographie
Issu d’un milieu modeste, Carl Millöcker est né le 29 avril 1842 à Vienne, où il étudie à l’Académie de musique et d'arts du spectacle. D’abord flûtiste au théâtre de Josefstadt à Vienne, il obtient en 1864, avec le soutien de Suppé, le poste de chef d'orchestre à Graz où ses premières opérettes, Der tote Gast (L’Invité mort) et Die lustigen Binder, sont représentées. 
Après un an passé à Budapest où est jouée Die Fraueninsel (L’Île des femmes, 1868) qui lui permet de se faire connaître, il revient à Vienne, cette fois au  théâtre sur la Vienne où seront données les premières de presque toutes ses œuvres suivantes.
En 1878 a lieu à Vienne son premier véritable succès, Das verwunschene Schloss (Le Château maudit) bientôt suivi de Gräfin Dubarry (La Comtesse Dubarry, 1879) puis Apajune, der Wassermann (Apajune, Le génie des eaux, 1880), plus controversés. Gräfin Dubarry sera remaniée en 1931 par Theo Mackeben et jouée sous le titre Die Dubarry (La Dubarry), dont la version est considérée comme meilleure.
En 1882, son plus grand succès, Der Bettelstudent (L'Étudiant pauvre, opérette en 3 actes, d’après Les Noces de Fernande de Victorien Sardou, sur un livret de Richard Genée et Camillo Walzel) lui permet d’abandonner son poste de chef d’orchestre pour se consacrer essentiellement à la composition.
De sa collaboration avec Genée et Walzel (qui écrit aussi sous le pseudonyme de Friedrich Zell) naîtront en 1884 Gasparone, puis en 1890 Der arme Jonathan (le Pauvre Jonathan) ses dernières compositions notables.
Karl Millöcker meurt le 31 décembre 1899 à Baden bei Wien, près de Vienne. Il est inhumé au Cimetière central de Vienne (groupe 32 A, no 35). Il a légué l'intégralité de ses partitions originales au musée municipal de Baden.

## Œuvres
| Titre                                                               | Genre     | Subdivisions          | Livret                                                                                | Première         | Lieu de la première           |
| ------------------------------------------------------------------- | --------- | --------------------- | ------------------------------------------------------------------------------------- | ---------------- | ----------------------------- |
| Der tote Gast (L'Invité mort)                                       | opérette  | 1 acte                | Ludwig Harisch, d'après le roman d'Heinrich Zschokke                                  | 11 février 1865  | Graz, Thalia-Theater          |
| Die lustigen Binder (ou Die beiden Binder)                          | opérette  | 1 acte                | Gustav Stoltze                                                                        | 21 décembre 1865 | Graz, Thalia-Theater          |
| Die keusche Diana (La Chaste Diane)                                 | opérette  | 1 acte                | Josef Braun                                                                           | 2 janvier 1867   | Vienne, Harmonietheater       |
| Der Dieb (Le Voleur)                                                | opérette  | 1 acte                | Alois Berla                                                                           | 1868             | Budapest                      |
| Die Fraueninsel (L'Île des femmes)                                  | opérette  | 3 actes               | d'après Le Royaume des femmes par Théodore et Hippolyte Cogniard                      | 1868             | Budapest, Deutsches Theater   |
| Der Regimentstambour                                                | opérette  | 2 actes               | Heinrich Börnstein                                                                    | 23 octobre 1869  | Vienne, Théâtre de Josefstadt |
| Abenteuer in Wien                                                   | Singspiel | 3 actes               | Alois Berla                                                                           | 20 janvier 1873  | Vienne, Theater an der Wien   |
| Das verwunschene Schloss (Le Château maudit)                        | opérette  | 5 actes               | Alois Berla                                                                           | 30 mars 1878     | Vienne, Theater an der Wien   |
| Gräfin Dubarry (La Comtesse Dubarry)                                | opérette  | 3 actes               | Richard Genée et Camillo Walzel                                                       | 31 octobre 1879  | Vienne,Theater an der Wien    |
| Apajune, der Wassermann (Apajune, le génie des eaux)                | opérette  | 3 actes               | Richard Genée et Camillo Walzel                                                       | 18 décembre 1880 | Vienne, Theater an der Wien   |
| Die Jungfrau von Belleville (La Demoiselle de Belleville)           | opérette  | 3 actes               | Richard Genée et Camillo Walzel, d'après La Pucelle de Belleville de Paul de Kock     | 29 octobre 1881  | Vienne, Theater an der Wien   |
| Der Bettelstudent (L'Étudiant pauvre ou L'Étudiant mendiant)        | opérette  | 3 actes               | Richard Genée et Camillo Walzel, d'après Les Noces de Fernande de Victorien Sardou    | 6 décembre 1882  | Vienne, Theater an der Wien   |
| Gasparone                                                           | opérette  | 3 actes               | Richard Genée et Camillo Walzel                                                       | 26 janvier 1884  | Vienne, Theater an der Wien   |
| Der Feldprediger                                                    |           | 3 actes               | Hugo Wittmann et Alois Wohlmuth, d'après Das seltsame Brautgemach de Gustav Schilling | 31 octobre 1884  | Vienne, Theater an der Wien   |
| Der Vice-Admiral                                                    | opérette  | 1 prologue et 3 actes | Richard Genée et Camillo Walzel                                                       | 9 octobre 1886   | Vienne, Theater an der Wien   |
| Die sieben Schwaben (Les Sept Souabes)                              | opérette  | 3 actes               | Hugo Wittmann et Julius Bauer                                                         | 29 octobre 1887  | Vienne, Theater an der Wien   |
| Der arme Jonathan (Le Pauvre Jonathan)                              | opérette  | 3 actes               | Richard Genée et Camillo Walzel                                                       | 4 janvier 1890   | Vienne,Theater an der Wien    |
| Das Sonntagskind (Le Veinard)                                       | opérette  | 3 actes               | Richard Genée et Camillo Walzel                                                       | 16 janvier 1892  | Vienne, Theater an der Wien   |
| Der Probekuss (Le Baiser à l'essai)                                 | opérette  | 3 actes               | Richard Genée et Camillo Walzel                                                       | 22 décembre 1894 | Vienne, Theater an der Wien   |
| Das Nordlicht (La Lumière du nord ou Der rote Graf, Le Comte rouge) |           | 3 actes               | Hugo Wittmann                                                                         | 2 décembre 1896  | Vienne, Theater an der Wien   |

## Postérité
En 2021, son galop In Saus und Braus est interprété au concert du nouvel an à Vienne, sous la direction de Ricardo Mutti. C'est la seule fois où une œuvre de Carl Millöcker est entendue lors de ce traditionnel concert.